# 化学工業日報
化学工業日報（かがくこうぎょうにっぽう、英語: The Chemical Daily）は、日本の日刊専門紙。化工日（かこうにち）や化日（かにち）とも呼ばれる。
1937年に東京薬品日報として創刊し、80年以上の歴史を持つ業界唯一の日刊紙。発行元の化学工業日報社は、大手化学メーカーや総合商社をはじめ300社近い民間企業の共同出資を受けており、独立した報道機関としては珍しい体制を取っている。

## 概要
化学工業関連の企業やマーケット、官公庁、大学・研究機関を取材した記事を掲載。狭義の化学工業にとどまらず、環境・エネルギーや医薬品・ライフサイエンス、情報通信・エレクトロニクス、機械・プラントエンジニアリングといった幅広い領域をカバーしている。
専門紙としては数少ない独自の社説を持っているのも特徴で、国際面ではアジア地域を中心に海外支局の特派員が取材した経済情報を読むことができる。通常はブランケット判12面で構成。
化学工業日報社は、新聞発行や書籍出版のほかに、展示会（ケミカルマテリアル Japan）やセミナー、シンポジウム、講演会、コンクールを開催している。日本専門新聞協会に加盟しており、専門紙の規模としては日本農業新聞（日本新聞協会加盟）に次ぐポジションで、産業紙の日経産業新聞や日刊工業新聞とも競合する。

## 化学工業日報社の主な刊行物等
- 化学工業日報 （日刊、土日・祝日は休刊）
- Japan Chemical Daily（英字の化学専門Webサイト、毎日更新）
- 化学工業白書、化学商品録、化学工業会社録（年1回発行）
- その他、化学工業に関係する書籍

## 国内外の拠点
- 東京本社（東京都中央区日本橋浜町3-16-8）
- 大阪支社（大阪市中央区今橋3-1-7 日生今橋ビル14階）
- 名古屋支局（名古屋市中区栄2-10-19 名古屋商工会議所ビル6階）
- 上海支局（上海市長寧区宣化路28号舜元企業発展大厦B棟1703室）
- シンガポール支局（111 Somerset Road, #03-09 Triple One Somerset, Singapore 238164）
- バンコク支局（30th Floor, Bhiraj Tower, 689 Sukhumvit Road (Soi 35), Klongton Nua, Wattana, Bangkok 10110, Thailand）

「ケミカル会」という業界団体をシンガポールと上海で運営し、海外化学産業の情報収集や日系化学企業のネットワークを行っている。

## 沿革
- 1936年10月1日 - 株式会社化学工業日報社設立
- 1937年2月21日 - 東京薬品日報創刊
- 1947年 - 東京薬品日報を化学工業日報に改題

## 主要株主
- 化学工業
  - AGC、宇部興産、昭和電工、住友化学、デンカ、三井化学、三菱ケミカル、東ソー、旭化成、カネカ、トクヤマ、日本触媒、三菱ガス化学、JSR、JXTGホールディングス、日産化学、日本化学工業、日鉄ケミカル＆マテリアル、積水化学工業、ダイセル、クレハ、信越化学工業、セントラル硝子、日本曹達、保土谷化学工業、JNC
- 総合商社
  - 伊藤忠商事、丸紅、三井物産、三菱商事、住友商事
- ほか主要化学工業各社、製薬会社、エンジニアリング会社、専門商社など